# Volo Turkish Airlines 981
Il volo Turkish Airlines 981 era un volo programmato operante dall'aeroporto di Istanbul-Atatürk, in Turchia, con arrivo all'aeroporto di Londra-Heathrow e fermata intermedia presso l'aeroporto di Parigi-Orly. Il pomeriggio del 3 marzo 1974, il McDonnell Douglas DC-10 che serviva il volo si schiantò in un bosco presso Ermenonville, poco dopo il decollo dall'aeroporto di Parigi, provocando la morte di tutto l'equipaggio e passeggeri (346 occupanti il velivolo). Il volo 981 costituì il peggior incidente aereo nella storia dell'aviazione fino al 27 marzo 1977, quando morirono 583 persone nel Disastro di Tenerife. È rimasto l'incidente aereo con più vittime occorso a un singolo aereo fino allo schianto del volo Japan Airlines 123 il 12 agosto 1985, e il peggior incidente aereo senza sopravvissuti fino alla collisione in volo di Charkhi Dadri il 12 novembre 1996. Rimane il peggior incidente con un solo aereo senza sopravvissuti, la seconda distruzione e il peggior incidente che coinvolse il McDonnell Douglas DC-10, il sesto peggior disastro aereo in assoluto (incluso l'11 settembre) e l'incidente aereo più grave avvenuto in Francia.

## L'aereo
L'aereo, un DC-10 Serie 10 (designazione di produzione Nave 29), fu costruito a Long Beach, California, con la registrazione di prova del produttore N1337U e noleggiato alla Turkish Airlines come TC-JAV il 10 dicembre 1972. Era alimentato da tre Motori turbofan General Electric CF6-6D. L'aereo faceva parte di un gruppo di cinque DC-10-10 di proprietà di Mitsui, che intendeva vendere gli aerei a All Nippon Airways; tuttavia, la compagnia aerea giapponese scelse il Lockheed L-1011 TriStar, a causa della corruzione da parte della Lockheed. Di conseguenza, tre aerei sono andati alla Turkish Airlines e i restanti due alla Laker Airways.

## L'equipaggio
L'aereo dell'incidente aveva 12 posti di prima classe a sei posti e 333 posti in economy a nove posti, per un totale di 345 posti passeggeri. Al momento dell'incidente, in prima classe sedevano due persone, mentre la classe economica era al completo. L'equipaggio della cabina di pilotaggio era turco. Il capitano del volo 981 era Nejat Berköz, 44 anni, con 7.000 ore di volo. Il primo ufficiale Oral Ulusman, 38 anni, aveva 5.600 ore di volo. L'ingegnere di volo Erhan Özer, 37 anni, aveva 2.120 ore di volo.

## L'incidente
Il velivolo aveva eseguito la prima tratta dall'aeroporto di Istanbul regolarmente. In genere, la seconda porzione del volo era poco frequentata, ma, per via di uno sciopero della compagnia British European Airways, quel giorno il volo era praticamente pieno. Il decollo dall'aeroporto di Parigi si svolse normalmente e l'aereo iniziò ad alzarsi di quota; ottenne il permesso dall'ATC di elevarsi al FL230, per poi virare verso Londra. Poco dopo che l'aeroplano passò sopra la città di Meaux, i Controllori del Traffico Aereo udirono dei segnali di emergenza per la depressurizzazione della cabina e i piloti esclamare in Turco. Il volo sparì successivamente dal radar. Il suo relitto, completamente disintegrato, fu ritrovato in un bosco di Ermenonville, presso la cittadina di Senlis. Tutte le 346 persone a bordo erano già decedute all'arrivo dei soccorsi: solo 40 corpi erano immediatamente riconoscibili.

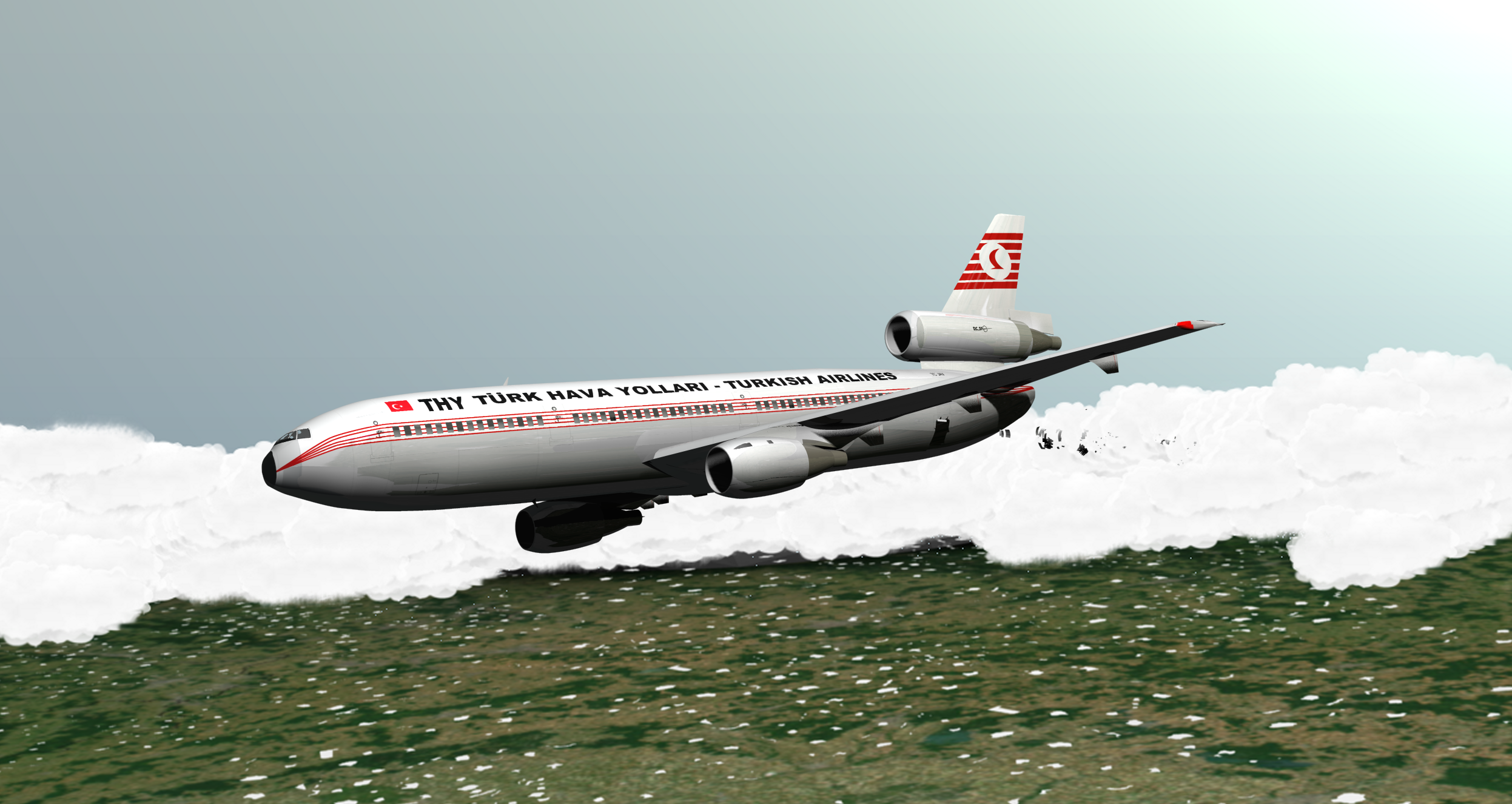
Illustrazione della decompressione esplosiva

La dinamica dell'incidente fece immediatamente pensare a un attacco terroristico; due gruppi dichiararono addirittura il loro coinvolgimento. Ulteriori indagini e il ritrovamento della scatola nera chiarirono i fatti: la cabina entrò in depressurizzazione a causa della rottura dello sportello del vano bagagli, che venne ritrovato presso una fattoria non distante. La differenza di pressione provocò la rottura del pavimento nella cabina passeggeri, e anche alcuni cavi elettronici fondamentali per il controllo dell'equilibratore e del timone. Il secondo motore perse potenza, il velivolo entrò in picchiata e iniziò a curvare verso sinistra, senza che i piloti potessero fare nulla. 72 secondi dopo la decompressione, l'aereo, ormai fuori controllo, si schiantò contro gli alberi della foresta di Ermenonville, una foresta demaniale a Dammartin's Grove (francese: Bosquet de Dammartin) nel comune di Fontaine-Chaalis, Oise. Al momento dell'impatto, l'aereo viaggiava ad una velocità di circa 423 nodi (783 km/h; 487 mph) con una leggera virata a sinistra, abbastanza veloce da disintegrare l'aereo in migliaia di pezzi.  I rottami erano così frammentati che era difficile determinare se mancassero parti dell'aereo prima che si schiantasse. Gli incendi post-incidente furono piccoli perché c'erano pochi pezzi di grandi dimensioni dell'aereo rimasti intatti da bruciare. Dei 346 passeggeri e dell'equipaggio a bordo, solo 188 corpi erano identificabili (40 dei quali identificati visivamente), con le squadre di soccorso che recuperarono in totale circa 20.000 frammenti di corpi.

## I passeggeri
167 passeggeri hanno volato sulla tratta da Istanbul a Parigi e 50 di loro sono sbarcati a Parigi. 216 nuovi passeggeri, molti dei quali avrebbero dovuto volare con Air France, British European Airways o Pan Am, si sono imbarcati sul TK 981 a Parigi, provocando un ritardo nella partenza di 30 minuti. Alcuni passeggeri hanno cancellato i loro biglietti a causa di ritardi o mancanza di posti.
La maggior parte dei passeggeri erano britannici, compresi i membri di una squadra amatoriale di rugby di Bury St Edmunds, Suffolk, di ritorno da una partita delle Cinque Nazioni tra Francia e Inghilterra. Persone degne di nota a bordo erano il britannico John Cooper, che vinse medaglie d'argento nei 400 metri a ostacoli maschili e nella staffetta 4 × 400 metri alle Olimpiadi estive del 1964 a Tokyo, e Jim Conway, segretario generale della British Amalgamated Engineering and Electrical Union. Anche il capitano del gruppo Kenneth "Ken" Doran (DFC e bar) e sua moglie hanno perso la vita in questo disastro. Ken Doran guidò il primo bombardamento della RAF il 4 settembre 1939 contro la marina tedesca.

## L'Indagine
Il Ministro dei Trasporti Francese nominò una commissione d'inchiesta dall'Arrêté il 4 marzo 1974 e vi incluse degli americani perché l'aereo era prodotto da una società americana. A bordo c'erano molti passeggeri provenienti dal Giappone e dal Regno Unito, quindi gli osservatori di quei paesi hanno seguito da vicino le indagini.
Il sindacato assicurativo dei Lloyd's di Londra che copriva Douglas Aircraft ha incaricato la Failure Analysis Associates (ora Exponent, Inc.) di indagare sull'incidente. Nell'indagine della compagnia, è stato notato che durante una sosta in Turchia, il personale di terra aveva limato i perni di bloccaggio della porta di carico fino a meno di un quarto di pollice (6,4 millimetri), quando hanno avuto difficoltà a chiudere la porta. Successivi test investigativi hanno dimostrato che la porta cedeva a una pressione di circa 15 psi (100 kPa), in contrasto con i 300 psi (2.100 kPa) per cui era stata progettata per resistere.

## Le Cause

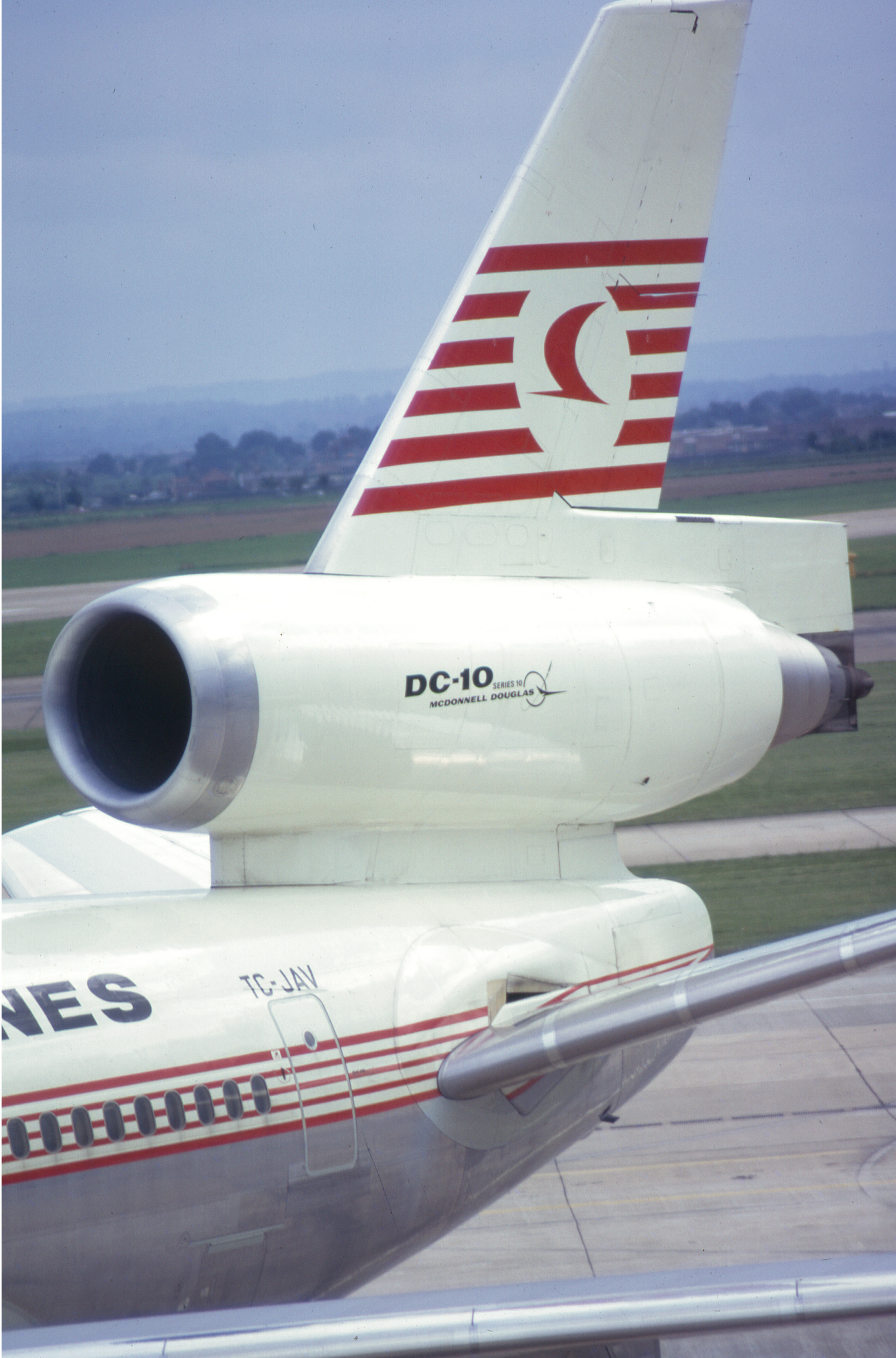
La fusoliera posteriore dell'aereo incidentato. Il portellone cargo che è esploso è parzialmente visibile sopra l'ala, sotto e davanti alla portiera del passeggero.

Le porte dei passeggeri del DC-10 sono porte con apertura verso l'interno, progettate per impedire l'apertura mentre l'aereo è pressurizzato. Tuttavia, a causa del suo ampio raggio, un portello di carico sul DC-10 non poteva aprirsi all'interno della fusoliera senza occupare prezioso spazio di carico, quindi il portello è stato progettato per aprirsi verso l'esterno, consentendo di riporre il carico direttamente dietro di esso. Il design con apertura verso l'esterno presenta il rischio che il portello venga aperto dalla pressione all'interno dell'area di carico se la chiusura dovesse cedere durante il volo. Per evitare che ciò accada, il DC-10 utilizza un sistema di bloccaggio il cui principale principio di sicurezza è un "concetto over-center": quattro chiavistelli a forma di C montati su un albero di torsione comune vengono ruotati su perni di bloccaggio ("bobine") fissati a la fusoliera dell'aereo. Il movimento rotatorio dell'albero di coppia è ottenuto da un attuatore elettrico, attraverso un collegamento che comprende un albero motore che garantisce la posizione "over-center" dell'intero sistema. A causa della forma delle chiusure e del design sovracentrato, quando le chiusure sono nella posizione corretta, la pressione interna sullo sportello non solo produce una coppia insufficiente per aprire lo sportello, ma rende anche l'intero sistema più sicuro perché l'eccessiva pressione il principio di sicurezza centrale è aumentato. Il sistema dispone di una manovella fornita come backup.
Per garantire che questa rotazione fosse completa e che le chiusure fossero nella posizione corretta, il design del portello di carico del DC-10 includeva un meccanismo di bloccaggio separato che consisteva in piccoli perni di bloccaggio che scorrevano dietro le flange sul tubo di torsione della serratura (che trasferiva la forza dell'attuatore al ganci di chiusura tramite un collegamento). Quando i perni di bloccaggio erano in posizione, qualsiasi rotazione dei dispositivi di chiusura avrebbe fatto sì che le flange del tubo di torsione entrassero in contatto con i perni di bloccaggio, rendendo impossibile un'ulteriore rotazione. I perni venivano spinti in posizione da una maniglia di manovra all'esterno del portello. Se i dispositivi di chiusura non fossero chiusi correttamente, i perni colpirebbero le flange del tubo di torsione e la maniglia rimarrebbe aperta, indicando visivamente un problema. Inoltre, la maniglia ha spostato un tappo di metallo in un foro di ventilazione nel pannello del portello esterno. Se lo sfiato non fosse tappato, la fusoliera non manterrebbe la pressione, eliminando qualsiasi forza pneumatica sul portello. Inoltre, nella cabina di pilotaggio era presente un indicatore luminoso, controllato da un interruttore azionato dal meccanismo del perno di bloccaggio, che rimaneva acceso finché il portellone di carico non veniva chiuso correttamente.

### Similitudini col Volo American Airlines 96
I difetti di progettazione del portellone di carico e le conseguenze di un probabile cedimento del pavimento dell'aereo in caso di decompressione in volo sul DC-10 erano stati notati dall'ingegnere della Convair Dan Applegate in un promemoria del 1972. Il promemoria è stato scritto dopo che il Volo American Airlines 96, operato da un altro DC-10, ha subito un guasto alla porta di carico posteriore simile a quello verificatosi sul volo 981, provocando anche una decompressione esplosiva. Fortunatamente, anche se la capacità dei piloti di controllare il volo 96 era stata compromessa da alcuni cavi sotto il pavimento recisi nella sezione danneggiata dell'aereo, l'aereo riuscì ad atterrare a Detroit senza ulteriori danni. Applegate avvertì che un esito più grave sarebbe stato probabile quando (non se) un incidente simile fosse accaduto ad un altro DC-10.  
L'indagine del National Transportation Safety Board (NTSB) sul volo 96 ha stabilito che gli addetti ai bagagli hanno forzato la chiusura della maniglia di chiusura e le chiusure non si sono agganciate completamente a causa di un problema elettrico. Gli investigatori dell'incidente hanno scoperto che l'asta che collega i perni alla maniglia era abbastanza debole da poter essere piegata con operazioni e forza ripetute, consentendo all'addetto ai bagagli di chiudere la maniglia con il ginocchio anche quando i perni interferivano con le flange del tubo di torsione. Il tappo di sfiato e la luce della cabina di pilotaggio erano azionati dalla maniglia o dai perni di bloccaggio, non dalle serrature, quindi, quando la maniglia era riposta, entrambi questi dispositivi di allarme indicavano che la porta era chiusa correttamente. Nel caso del volo 96, l'aereo riuscì ad effettuare con successo un atterraggio di emergenza perché non tutti i cavi sotto il pavimento erano stati recisi, consentendo così ai piloti un controllo limitato. Ciò contrastava notevolmente con il volo 981, dove tutti i cavi sotto il pavimento furono recisi durante la decompressione e i piloti persero completamente il controllo dell'aereo.
All'indomani del volo 96, l'NTSB formulò diverse raccomandazioni riguardanti il design del portello e il pavimento della cabina. In primo luogo, ha raccomandato l'aggiunta di prese d'aria nel pavimento della cabina posteriore che avrebbero assicurato che una decompressione dell'area di carico avrebbe equalizzato l'area della cabina e non avrebbe posizionato carico aggiuntivo sul pavimento. In effetti, la maggior parte del pavimento della cabina del DC-10 aveva prese d'aria come queste, solo la sezione posteriore dell'aereo ne era sprovvista. Inoltre, l'NTSB ha raccomandato di rendere obbligatori gli aggiornamenti al meccanismo di chiusura e all'impianto elettrico dell'attuatore di bloccaggio. Nonostante ciò, la Federal Aviation Administration (FAA) non ha emesso una direttiva sull'aeronavigabilità che richiedesse queste modifiche, raggiungendo invece un gentlemen's agreement con McDonnell-Douglas per apportare alcune modifiche minori al portello e nessuna modifica al pavimento.
L'aereo del volo 981, targato TC-JAV (noto anche come "Ship 29"), era stato ordinato a McDonnell-Douglas tre mesi dopo l'emissione del bollettino di servizio ed era stato consegnato alla Turkish Airlines tre mesi dopo. Nonostante ciò, le modifiche richieste dal bollettino di servizio (installazione di una piastra di supporto per il collegamento della maniglia, impedendo la flessione del collegamento osservata nell'incidente del volo 96) non erano state implementate. Attraverso una svista o una frode deliberata, i registri di costruzione del produttore hanno dimostrato che questo lavoro era stato eseguito. Inoltre, è stata successivamente apportata una regolazione impropria al meccanismo del perno di bloccaggio sull'aereo del volo 981, causando una riduzione della corsa del perno di bloccaggio. Ciò significava che i perni non si estendevano oltre le flange del tubo di torsione, consentendo la chiusura della maniglia senza forza eccessiva (stimata dagli investigatori in circa 50 libbre di forza o 220 newton) nonostante i fermi non correttamente agganciati. Questi risultati concordavano con le dichiarazioni fatte da Mohammed Mahmoudi, l'addetto ai bagagli che aveva chiuso la porta del volo 981; notò che non era necessaria alcuna forza particolare per chiudere la maniglia di chiusura. Erano state apportate modifiche anche al meccanismo dell'interruttore della spia, la cui conseguenza involontaria era che la spia della cabina di pilotaggio si sarebbe spenta anche se i fermi non erano completamente in posizione.
Dopo il volo 96, McDonnell-Douglas ha aggiunto un piccolo spioncino che consente agli addetti ai bagagli di ispezionare visivamente i perni per confermare che fossero nella posizione corretta e cartelli informativi per mostrare le posizioni corrette e errate dei perni. Questa modifica era stata applicata all'aereo del volo 981. Tuttavia, Mahmoudi non era stato istruito sullo scopo della finestra indicatore; gli era stato detto che finché la maniglia della serratura della porta era riposta correttamente e lo sportello di ventilazione era chiuso allo stesso tempo, la porta era chiusa in modo sicuro. Inoltre, le istruzioni sull'aereo riguardanti la finestra dell'indicatore erano stampate in inglese e turco, ma Mahmoudi, nato in Algeria, che parlava correntemente altre tre lingue, non sapeva leggere nessuna di queste.
Normalmente era compito dell'ingegnere di volo o del capo ingegnere di terra della Turkish Airlines garantire che tutte le porte del carico e dei passeggeri fossero chiuse saldamente prima del decollo. Nel caso del volo 981, tuttavia, la compagnia aerea non aveva un ingegnere di terra in servizio al momento della partenza e l'ingegnere di volo del volo 981 non ha controllato la porta. Sebbene i media francesi abbiano chiesto l'arresto di Mahmoudi, gli investigatori dell'incidente hanno affermato che non era realistico aspettarsi che un addetto ai bagagli non addestrato, con un reddito basso e non in grado di leggere l'avviso di avvertimento, fosse responsabile della sicurezza dell'aereo.

## Conseguenze

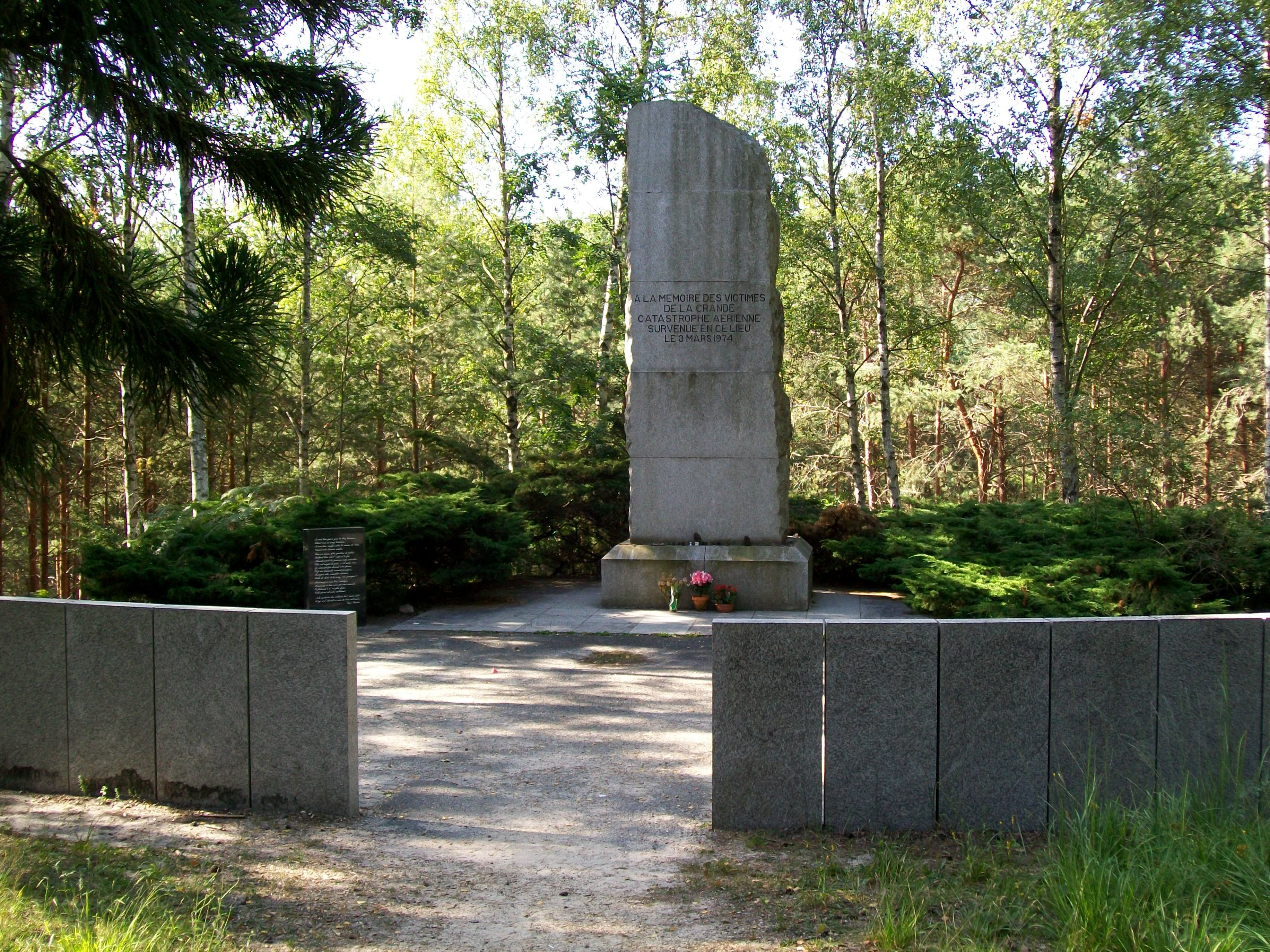
Monumento alle vittime dell'incidente nella Foresta di Ermenonville

I problemi relativi al bloccaggio del DC-10 includono fattori umani, progettazione dell'interfaccia e responsabilità ingegneristica. I cavi di controllo per le superfici di controllo posteriori del DC-10 sono stati instradati sotto il pavimento; pertanto, un cedimento del portello con conseguente crollo del pavimento potrebbe compromettere i comandi. Se il portello dovesse cedere per qualsiasi motivo, c'era un'alta probabilità che l'aereo andasse perduto. Inoltre, Douglas aveva scelto un nuovo tipo di chiusura per sigillare il portello del carico. Questa possibilità di guasto catastrofico come risultato di questo progetto complessivo fu scoperta per la prima volta nel 1969 e si verificò effettivamente nel 1970 in un test a terra, entrambi di cui McDonnell-Douglas era a conoscenza. Queste informazioni, e l' "Applegate Memo" del 1972, vennero alla luce nel materiale fornito alle parti in causa dopo l'incidente del 1974. McDonnell-Douglas aveva ignorato queste preoccupazioni, perché la correzione di quello che Douglas considerava un piccolo problema con una bassa probabilità di verificarsi avrebbe seriamente interrotto il programma di consegna dell'aereo, causando probabilmente la perdita di vendite di Douglas a favore dell'allora concorrente diretto Lockheed appena introdotto. L-1011 Tristar e il Boeing 747.

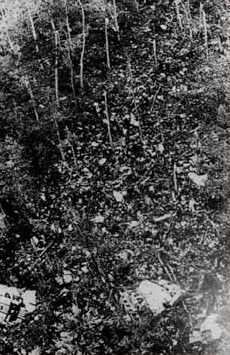
Campo di detriti del volo 981

McDonnell-Douglas ha successivamente dovuto affrontare numerose cause legali per lo schianto del volo 981 da parte delle famiglie delle vittime e di altri. In sua difesa durante il procedimento preliminare, McDonnell-Douglas ha tentato di incolpare la FAA per non aver emesso una direttiva sull'aeronavigabilità, la Turkish Airlines per la modifica dei perni di bloccaggio del portellone di carico e la General Dynamics per un design errato del portellone di carico. Quando è diventato chiaro che le sue difese difficilmente avrebbero impedito l'accertamento di responsabilità, McDonnell-Douglas e Turkish Airlines e altre parti associate hanno pattuito in via extragiudiziale un risarcimento stimato di 100 milioni di dollari (equivalenti a 544 milioni di dollari nel 2022), di cui 80 milioni di dollari da McDonnell-Douglas, di cui 18 milioni di dollari sono stati pagati dal suo assicuratore, i Lloyd's di Londra.
Dopo lo schianto del volo 981, il sistema di chiusura è stato completamente riprogettato per impedire che si spostassero nella posizione sbagliata. Il sistema di chiusura è stato migliorato meccanicamente per evitare che la maniglia venisse forzata nella posizione chiusa senza che i perni fossero effettivamente in posizione, e il la porta di ventilazione è stata modificata per essere azionata dai perni, indicando così che i perni stessi, piuttosto che la maniglia, erano in posizione bloccata. Inoltre, la FAA ha ordinato ulteriori modifiche a tutti gli aeromobili con porte ad apertura verso l'esterno, inclusi il DC-10, il Lockheed L-1011 e il Boeing 747. Queste modifiche includevano la richiesta di tagliare le prese d'aria nel pavimento della cabina per consentire alla pressione di equalizzarsi nell'evento. di una porta esplosa, prevenendo così un catastrofico crollo del pavimento della cabina dell'aereo e di altre strutture che potrebbero danneggiare i cavi di controllo del motore, del Timone e degli Equilibratori.
Turkish Airlines ha continuato a utilizzare la designazione "Volo 981" ma per un volo diverso, da Ercan ad Antalya, a partire da febbraio 2023.

## Incidenti simili
Anche gli aerei diversi dai DC-10 hanno subito catastrofici guasti al portello di carico. Il Boeing 747 ha subito diversi incidenti di questo tipo, il più degno di nota dei quali si è verificato sul volo United Airlines 811 nel febbraio 1989, quando un guasto al portello di carico provocò l'apertura di una sezione della fusoliera, provocando la morte di nove passeggeri che furono fatti saltare in aria. dell'aereo.
Le raccomandazioni dell'NTSB, emesse in seguito al precedente incidente del volo 96, avevano lo scopo di ridurre il rischio di un altro guasto al portello, ma non furono implementate da nessuna compagnia aerea. Di conseguenza, l’NTSB ora comunica le sue raccomandazioni per miglioramenti della sicurezza direttamente alla FAA, che, sebbene non obbligata a intraprendere alcuna azione successiva, può quindi emanare direttive di aeronavigabilità basate su tali raccomandazioni.

## Il volo Turkish Airlines 981 nei media
L'incidente del volo 981 della Turkish Airlines è stato analizzato nella puntata Una tragedia annunciata della quinta stagione del documentario Indagini ad alta quota trasmesso dal National Geographic Channel e dal canale Focus presente sul digitale terrestre, dove emerge che lo stesso difetto aveva già causato un incidente, avvenuto due anni prima con identica causa e dinamica, ovvero un difetto di progettazione del sistema di chiusura del portellone bagagli. La destrezza dei piloti nell'effettuare un atterraggio di emergenza evitò la tragedia.
Emerse successivamente, con una grossa causa giudiziaria contro la McDonnell Douglas, che la Società fosse al corrente del difetto potenzialmente catastrofico grazie ad una perizia, che venne occultata per evitare ripercussioni negative all'azienda; due anni dopo di essa avvenne il primo incidente senza vittime, dopo altri due anni ebbe luogo il secondo, drammatico incidente aereo.